# Fred Stolle
Frederick „Fred“ Sydney Stolle (8. října 1938 – 5. března 2025) byl australský tenista. V kariéře hrál 31krát ve finále turnajů Grand Slam ve dvouhře a čtyřhře.

## Turnaje Grand Slam-účast ve finále

### Dvouhra-vítězství (2)
| Rok  | Turnaj      | Soupeř ve finále | Výsledek          |
| 1965 | French Open | Tony Roche       | 3-6 6-0 6-2 6-3   |
| 1966 | US Open     | John Newcombe    | 4-6 12-10 6-3 6-4 |

### Dvouhra-prohra ve finále (6)
| Rok  | Turnaj          | Soupeř ve finále | Výsledek            |
| 1963 | Wimbledon       | Chuck McKinley   | 7-9 1-6 4-6         |
| 1964 | Australian Open | Roy Emerson      | 3-6 4-6 2-6         |
| 1964 | Wimbledon       | Roy Emerson      | 1-6 10-12 6-4 3-6   |
| 1964 | US Open         | Roy Emerson      | 4-6 2-6 4-6         |
| 1965 | Australian Open | Roy Emerson      | 9-7 6-2 4-6 5-7 1-6 |
| 1965 | Wimbledon       | Roy Emerson      | 2-6 4-6 4-6         |

### Čtyřhra vítězství (10)
| Rok  | Turnaj          | Partner      | Soupeři ve finále                  | Výsledek                |
| 1962 | Wimbledon       | Bob Hewitt   | Boro Jovanovic / Nikki Pilic       | 6-2 5-7 6-2 6-4         |
| 1963 | Australian Open | Bob Hewitt   | Ken Fletcher / John Newcombe       | 6-2 3-6 6-3 3-6 6-3     |
| 1964 | Australian Open | Bob Hewitt   | Roy Emerson / Ken Fletcher         | 6-4 7-5 3-6 4-6 14-12   |
| 1964 | Wimbledon       | Bob Hewitt   | Roy Emerson / Ken Fletcher         | 7-5 11-9 6-4            |
| 1965 | French Open     | Roy Emerson  | Ken Fletcher / Bob Hewitt          | 6-8 6-3 8-6 6-2         |
| 1965 | US Open         | Roy Emerson  | Frank Froehling / Charles Pasarell | 6-4 10-12 7-5 6-3       |
| 1966 | Australian Open | Roy Emerson  | John Newcombe / Tony Roche         | 7-9 6-3 6-8 14-12 12-10 |
| 1966 | Australian Open | Roy Emerson  | John Newcombe / Tony Roche         | 7-9 6-3 6-8 14-12 12-10 |
| 1968 | Roland Garros   | Ken Rosewall | Roy Emerson / Rod Laver            | 6-3 6-4 6-3             |
| 1969 | US Open         | Ken Rosewall | Charles Pasarell / Dennis Ralston  | 2-6 7-5 13-11 6-3       |

### Čtyřhra vítězství (6)
| Rok  | Turnaj          | Partner      | Soupeři ve finále          | Výsledek              |
| 1961 | Wimbledon       | Bob Hewitt   | Roy Emerson / Neale Fraser | 6-4 6-8 6-4 6-8 8-6   |
| 1962 | Australian Open | Bob Hewitt   | Roy Emerson / Neale Fraser | 6-4 6-4 1-6 4-6 9-11  |
| 1965 | Australian Open | Roy Emerson  | John Newcombe / Tony Roche | 6-3 6-4 11-13 3-6 4-6 |
| 1968 | Wimbledon       | Ken Rosewall | John Newcombe / Tony Roche | 6-3 6-8 7-5 12-14 3-6 |
| 1969 | Australian Open | Ken Rosewall | Roy Emerson / Rod Laver    | 6-4 6-4               |
| 1970 | Wimbledon       | Ken Rosewall | John Newcombe / Tony Roche | 8-10 3-6 1-6          |

### Smíšená čtyřhra-vítězství(7)
| Rok  | Turnaj          | Partner                | Soupeři ve finále                  | Výsledek |
| 1961 | Wimbledon       | Lesley Turnerová       | Robert Howe / Edda Budingová       | 11-9 6-2 |
| 1962 | Australian Open | Lesley Turnerová       | Darlene Hardová / Roger Taylor     | 6-3 9-7  |
| 1962 | US Open         | Margaret Smith         | Lesley Turnerová / Frank Froehling | 7-5 6-2  |
| 1964 | Wimbledon       | Lesley Turnerová       | Ken Fletcher / Margaret Smith      | 6-4 6-4  |
| 1965 | US Open         | Margaret Smithová      | Judy Tegart / Frank Froehling      | 6-2 6-2  |
| 1969 | Australian Open | Ann Haydonová Jonesová | Finále se nehrálo                  |          |
| 1969 | Wimbledon       | Ann Haydonová Jonesová | Tony Roche / Judy Tegart           | 6-4 6-4  |